# Église Saint-Alban d'Inguiniel
Pour les articles homonymes, voir Saint-Alban, Saint Alban et Alban.
L'église Saint-Alban d'Inguiniel (en breton Sant Alban) est une église de style néogothique construite en 1777, dans le département du Morbihan en région Bretagne.

## Historique
L'église Saint-Alban est achevée en 1777, puis son chœur reconstruit au XIXe siècle et pour finir son clocher reconstruit en 1843.

## Architecture
Les deux transepts de l'église sont dédiés, l'un au Rosaire, l'autre à la Vraie Croix.

## Mobilier
L'église comporte, en son intérieur, une statue de saint Alban, patron de la paroisse.